# Orašje (Vlasotince)
Orašje (Vlasotince) (em cirílico: Орашје) é uma vila da Sérvia localizada no município de Vlasotince, pertencente ao distrito de Jablanica, na região de Vlasina. A sua população era de 834 habitantes segundo o censo de 2011.

## Demografia
| 1948  | 1953  | 1961  | 1971  | 1981  | 1991 | 2002 | 2011 |
| ----- | ----- | ----- | ----- | ----- | ---- | ---- | ---- |
| 1 015 | 1 034 | 1 025 | 1 016 | 1 055 | 957  | 934  | 834  |